# 石门镇 (安图县)
石门镇，是中华人民共和国吉林省延边朝鲜族自治州安图县下辖的一个乡镇级行政单位。

## 行政区划
石门镇下辖以下地区：
阳光社区、茶条村、新丰村、北山村、崇山村、龙兴村、榆树川村、仲坪村、镜城村和柳河村。